# Hideo Takeda
Hideo Takeda (1883 - 1972) fue un profesor, botánico, traductor y explorador japonés. Trabajó con la Sección de Geología Militar del Ejército de los EE. UU., actuando como un destacado intérprete, guía, y fotógrafo durante toda la 1.ª guerra mundial.

## Algunas publicaciones

### Libros
- hideo Takeda. 1980. Bonsai your pet. Edición ilustrada de Dial Press, 150 pp. ISBN 0803706782